# Híres temesváriak listája
Ez a lista a Temesváron született vagy a városhoz tevékenységük kapcsán kötődő híres embereket tartalmazza.

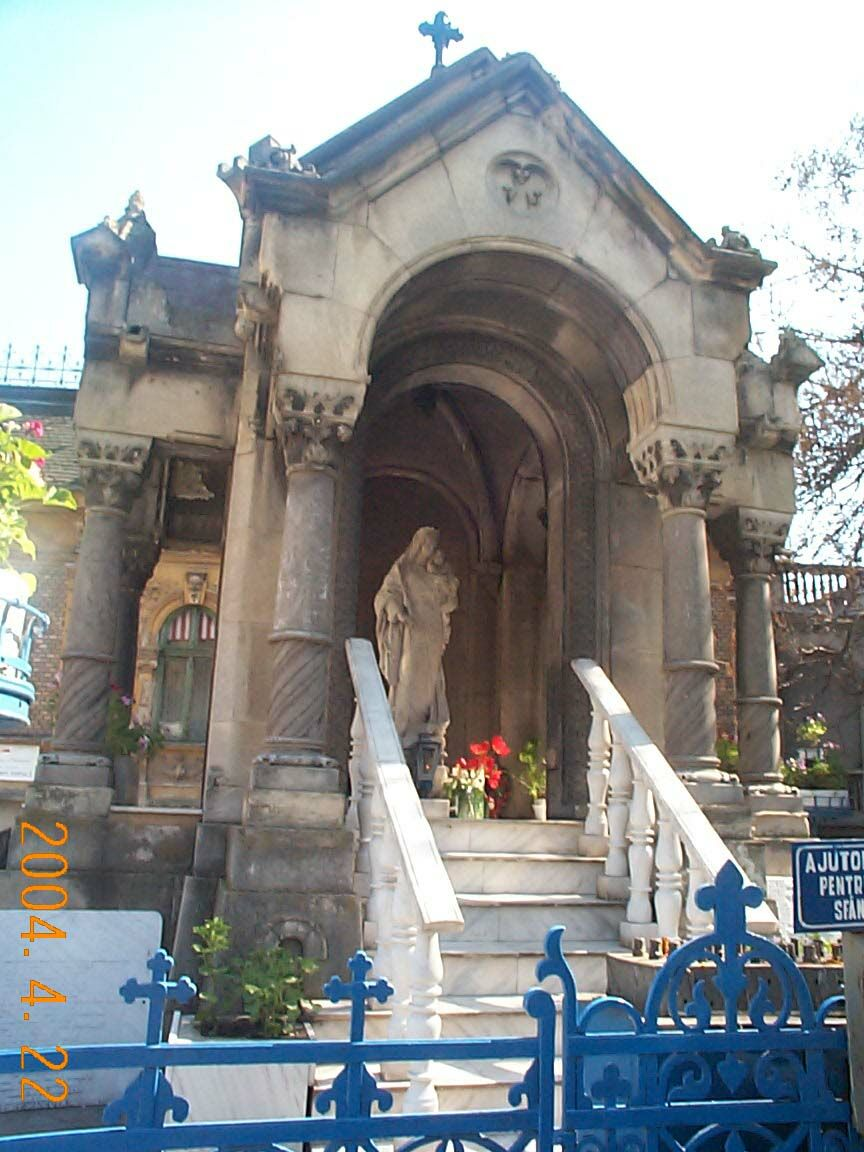
Dózsa György kivégzésének állítólagos helyén emelt Szent Mária emlékmű

- Itt végezték ki Dózsa Györgyöt (1470 k. – 1514. július 20.), az 1514-es parasztfelkelés vezérét.
- Itt élt Klapka József (1786 – 1863. május 12.), a tábornok apja, korábban Temesvár polgármestere.
- Itt született Kiss Ernő (1799. június 13.) honvéd tábornok, aradi vértanú.
- Itt élt Bolyai János (1802–1860) matematikus, a nemeuklideszi geometria megalkotója, katonai építészmérnök volt Temesváron 1823 és 1826 között.
- Itt született Brocky Károly (1807. május 22.) festőművész.
- Itt született Reitter Ferenc (1813. március 1. – 1874. december 9.) mérnök, az MTA tagja, a Fővárosi Közmunkatanács tagja.
- Itt született Klapka György (1820. április 7.) honvédtábornok, Komárom védője.
- Itt született Fiala János (1822. január 26.) magyar és amerikai szabadságharcos.
- Itt hunyt el dr. Manovill Miksa (1823 – 1899. szeptember 18.) ezredorvos; 1848–49-ben részt vett a szabadságharcban, 1869 körül mint magánzó Temesvárott telepedett le.
- Itt született Pesty Frigyes (1823. március 23. – 1889. november 23.) történész, a Magyar Történeti Társulat megalapítója.
- Itt élt dr. Schlauch Lőrinc (1824. március 27. – 1902. július 10.) bíboros nagyváradi r. k. püspök, MTA-tag, a Városi temető családi kápolnájában nyugszik.
- Itt született Berczik Árpád (1842. július 8.) író.
- Itt született Kunz Jenő (1844–1926) jogfilozófus, szociológus, az MTA tagja.
- Itt született Ion Ivanovici (1845) zeneszerző és karmester.
- Itt született Klatt Virgil (1850. augusztus 30.) matematikus, fizikus, egyetemi tanár.
- Itt született kövessházi Kövess Hermann báró (1854. március 30.) erdélyi szász származású katonatiszt, hadmérnök, császári és királyi tábornagy.
- Itt született Damaszkin Arzén (1854. október 9.) Afrika-utazó, vadász.
- Itt született Steiner Ferenc (1856. március 6.) gyógyszerész, újságíró, szerkesztő, politikus.
- Itt született, itt alkotott és itt halt meg Steiner Simon (1856-1924) matematikai-fizikai szakíró.
- Itt született és alkotott Stumfoll Ede (1861. július 18.) mérnök, iskolaigazgató, művelődésszervező.
- Itt született és itt hunyt el Somló Károly (1861-1924) vegyészmérnök, műfordító.
- Itt élt Szabolcska Mihály (1861–1930) a Petőfi-epigonként elhíresült költő, később a Kisfaludy Társaság titkára itt szolgált református lelkészként 1898–1928 között.
- Itt született Kastriener Sámuel (1871) újságíró, szerkesztő, műfordító.
- Itt született Sárkány Gábor (1878-1965) újságíró, lapszerkesztő.
- Itt született Fasching Antal (1879. június 6.) geodéta mérnök.
- Itt született Margarete Matzenauer (1881. június 1.) német–amerikai opera-énekesnő.
- Itt született Nádor Mihály (1882. április 16. – ?, 1944) színházi karnagy, zeneszerző, aki a fasizmus áldozata lett.
- Itt született Ballenegger Róbert (1882. november 11.) agrogeológus, egyetemi tanár, a mezőgazdasági tudományok doktora, Kossuth-díjas.
- Itt született Uhlyárik Béla (1883. október 10.) újságíró, író, színműíró.
- Itt született Kós Károly (1883. december 16.) építész, író.
- Itt hunyt el Franyó Zoltán (1887. július 30. – 1978. december 29.) költő, újságíró, műfordító.
- Itt született és hunyt el Sinkovich Dezső (1888. június 5. – 1933. október 10.) iparművész, grafikus, díszlettervező.
- Itt született, alkotott és itt hunyt el Müller Jenő (1890. március 26. – 1935. december 13.) könnyűzenei dalszerző.
- Itt született, s itt is hunyt el Müller Kálmán (1891 – 1957. december 31.) munkásmozgalmi író.
- Itt született Illy Ferenc - Francesco Illy (1892. október 7), a vákuumos csomagolású kávé és presszó kávé feltalálója.
- Itt született Fischer Miklós (1893. július 11.) magyar szociológiai szakíró; itt is hunyt el 1977. március 21-én.
- Itt született Kerényi Károly (1897. január 15.) klasszika-filológus és vallástörténész.
- Itt született Stepper Vilmos (1899. szeptember 3.) író, újságíró.
- Itt született és hunyt el Kimmel Berta (1900. június 17. – 1942. február 24.) író, filológus, műfordító.
- Itt született Kemény Hajni (1901–1921) költőnő.
- Itt született Wetzer Rudolf (1901. március 17. – 1993. április 13.) magyar nemzetiségű román válogatott labdarúgó, csatár, edző.
- Itt született Tamás Lajos (1904. március 23.) nyelvész, egyetemi tanár, MTA-tag.
- Itt született Johnny Weissmuller (Freidorf / Szabadfalu községben, ma városrész, 1904. június 2.) ötszörös olimpiai bajnok úszó, filmszínész, Tarzan alakítója.
- Itt született Vogl Imre (1905. augusztus 12. – 1971. október 29.) magyar nemzetiségű román válogatott labdarúgó, hátvéd, edző.
- Itt született Balogh Edgár (1906. szeptember 7.) író, publicista, egyetemi tanár.
- Itt született Steiner Béla (1907. január 24. – 1994. december 10.) magyar nemzetiségű román válogatott labdarúgó, hátvéd.
- Itt született Steiner Rudolf (1907. január 24. – ?) magyar nemzetiségű román válogatott labdarúgó, fedezet, Steiner Béla ikertestvére. A sportsajtóban Steiner I néven volt ismert.
- Itt született Kun Endre (1908. március 21.) textilmérnök, gazdasági szakíró
- Itt született Jovánovity Dobrivoj (1907. március 16.) szerb származású újságíró, szerkesztő, műfordító.
- Itt született Méliusz József (1909. január 12.) író
- Itt született, alkotott és itt hunyt el Mühle Ernő (1902. február 6. – 1975. november 3.) orvos, orvosi szakíró, költő.
- Itt született Pálffy György (1909. szeptember 16.) altábornagy, a Rajk-per egyik áldozata.
- Itt született és hunyt el König Frigyes (1910. november 6. – 2002. július) muzeológus, rovartani kutató és szakíró.
- Itt született Hans Mokka (1912. május 16.) sváb-magyar költő, író, operaénekes, színész.
- Itt született Krepsz Iván (1912. szeptember 18.) rákkutató szakorvos, egyetemi tanár, az orvostudományok doktora.
- Itt született André François (Farkas; 1915. november 9.) rajzfilmrendező.
- Itt élt dr. Neumann Ernő (1917-2004) temesvári neológ főrabbi, teológus, bölcsész, Temesvár díszpolgára, Scheiber Sándor-díjas, a Román Köztársasági Érdemrend Lovagkeresztjével kitüntetett felekezeti és közéleti személyiség.
- Itt született Priszter Szaniszló (1917. szeptember 8. – 2011. január 13.) botanikus.
- Itt született Kostyál István (1920. augusztus 15.) író, nyugalmazott tábornok.
- Itt született Bodrossy Félix (1920. szeptember 27.) Balázs Béla-díjas magyar filmrendező, operatőr.
- Itt született Gergely Béla (Gertheisz; 1921. április 15. – 1943. május 5.) nyelvész.
- Itt született Majtényi Erik (1922) író.
- Itt született Szoboszlay Aladár (1925. január 25. – 1958. szeptember 1.) római katolikus pap, a róla elnevezett összeesküvés vezetője.
- Itt született Cornel Trăilescu (1926. augusztus 11.) karmester és zeneszerző.
- Itt született Fleischer Ezra (1928) költő, középkori héber irodalom-történész.
- Itt született Márki Zoltán (1928) költő, újságíró.
- Itt született Tábori Nóra (1928) Kossuth-díjas és kétszeres Jászai Mari-díjas magyar színművésznő, A Magyar Köztársaság Érdemes Művésze és Kiváló Művésze, a Halhatatlanok Társulatának örökös tagja.
- Itt született Kapusy Antal (1929) orvosi, lélektani szakíró, műfordító, szerkesztő.
- Itt született Márki Alpár (1930) botanikus, növénynemesítő.
- Itt született Alexandru T. Balaban (1931) román kémikus, matematikus, az MTA tagja.
- Itt született Szabados András (1931) magyar gépészmérnök, szakfordító, szinkrontolmács.
- Itt élt Toró Tibor (1931–2010) fizikus, az MTA tagja, 1950–53-ban a város egyetemének diákja, azt követően 1998-ig ugyanott az elméleti fizika tanára.
- Itt született Myriam Yardeni (1932) történész.
- Itt született Hugo Jan Huss (1934. január 26.) karmester.
- Itt született Vöő István (1934. december 22.) magyar nyelvész.
- Itt született Ioan Holender (1935. július 18.) mérnök, énekes, impresszárió, a Bécsi Opera igazgatója 1992 és 2010 között.
- Itt született Peter George Oliver Freund (1936) amerikai fizikus.
- Itt született Mikhael Harish (Hirsch; 1936. november 26.) szociáldemokrata politikus.
- Itt született Balázs Jolán (1936. december 12.) magasugró, aki tíz éven át uralta a nemzetközi magasugróversenyeket, kétszeres olimpiai bajnok.
- Itt született Reuven Ramaty (1937) asztrofizikus.
- Itt született Unipan Helga (1938. április 15.) grafikusművész.
- Itt született Nüszl László (1938. június 29.) bőrgyógyász egyetemi oktató.
- Itt született Csanádi Károly (1939. február 21-én) műkorcsolyázó, jégtáncos.
- Itt született Klepp Ferenc (1940. október 23.) matematikus, egyetemi oktató, matematikai szakíró, tankönyvíró.
- Itt született Ana Blandiana (Otilia Valeria Coman; 1942. március 25.) költőnő.
- Itt született Lusztig George (1946) matematikus.
- Itt született Sugár Teodor (1947-2000) újságíró, műfordító, szini- és filmkritikus.
- Itt született Skultéty Sándor (1948) könyvszerkesztő, fordító.
- Itt élt Tőkés László (1952. április 1.) lelkész, püspök, forradalmár (a temesvári rendszerváltó forradalmi események kirobbantója), politikus. Itt szolgált lelkészként 1989-ig, mielőtt a Királyhágómelléki református egyházkerület püspöke lett.
- Itt élt Richard Wagner (1952. április 10.) német író, Temesváron végezte egyetemi tanulmányait, és itt élt 1987-ig.
- Itt élt Herta Müller (1953. augusztus 17.) Nobel-díjas német író, Temesváron végezte egyetemi tanulmányait, és itt élt 1987-ig.
- Itt született Toró T. Tibor (1957. szeptember 11.) romániai magyar politikus, az Erdélyi Magyar Néppárt (EMNP) elnöke.
- Itt (egyes források szerint Aradon) végezték ki a Szoboszlay-féle összeesküvés 10 halálraítéltjét (1958. szeptember 1.).
- Itt hunyt el 1965. december 28-án Justus Pál szociáldemokrata politikus, író, a Rajk-per másodrendű vádlottja (1905. április 7.).
- Itt született Meskó Zoltán (1986) amerikaifutball-játékos.
- Itt született Lehőcz Zsuzsa (1988. május 12.) színésznő, bábművész.
- Itt hunyt el Limmer Ferenc ( – 1857. január 17.) zeneszerző.
- Itt hunyt el Karagyorgyevics I. Sándor ( – 1885) herceg.
- Itt hunyt el Alexandru Jebeleanu (– 1996. április 26.) költő.
- Itt alkotott és hunyt el Schwartz Oszkár műfordító, helytörténész (Bécs, 1910 - Temesvár, 2003).
- Itt alkotott és hunyt el Mészáros Sándor költő, művelődésszervező (Bözönce, 1915 – Temesvár, 1983).
- Itt született Ballauer Antal újságíró, mozgalmi író (1901–1981).
- Itt született Beda Hübner Szent Benedek-rendi áldozópap (1740–1811).